# Love by the Light of the Moon
Love by the Light of the Moon er en amerikansk stumfilm fra 1901 af Edwin S. Porter.